# Атлетика на Летњим параолимпијским играма 2016 — 400 метара за мушкарце T43-Т44
Трка на 400 метара у класама 43 и 44 за мушкарце, била је једна од 29 дисциплина атлетског програма на Летњим параолимпијским играма 2016. у Рио де Жанеиру, Бразил. Такмичење је одржано 14. и 15. септембра на Олимпијском стадиону Жоао Авеланж.

## Земље учеснице
Учествовало је 12 такмичара из 8 земаља.
1. Бразил (1)
2. Грчка (1)
3. Италија (1)
4. Мјанмар (1)
5. Немачка (2)
6. Нови Зеланд (1)
7. Перу (1)
8. САД (3)
9. Шри Ланка (1)

## Рекорди пре почетка такмичења
(стање 8. септембра 2016)

### Класа Т43
| Рекорди пре почетка Параолимпијских игара 2016.     | Рекорди пре почетка Параолимпијских игара 2016. | Рекорди пре почетка Параолимпијских игара 2016. | Рекорди пре почетка Параолимпијских игара 2016. | Рекорди пре почетка Параолимпијских игара 2016. | Рекорди пре почетка Параолимпијских игара 2016. |
| --------------------------------------------------- | ----------------------------------------------- | ----------------------------------------------- | ----------------------------------------------- | ----------------------------------------------- | ----------------------------------------------- |
| Светски рекорд                                      | 45,39                                           | Оскар Писторијус                                | Јужна Африка                                    | Тегу, Јужна Кореја                              | 28. август 2011.                                |
| Параолимпијски рекорд                               | 46,68                                           | Оскар Писторијус                                | Јужна Африка                                    | Лондон, Уједињено Краљевство                    | 8. септембар 2012.                              |
| Рекорди после завршених Параолимпијских игара 2016. |                                                 |                                                 |                                                 |                                                 |                                                 |
| Параолимпијски рекорд                               | 46,20                                           | Лијам Малоне                                    | Нови Зеланд                                     | Рио де Жанеиро, Бразил                          | 15. септембар 2016.                             |

### Класа Т44
| Рекорди пре почетка Параолимпијских игара 2016.     | Рекорди пре почетка Параолимпијских игара 2016. | Рекорди пре почетка Параолимпијских игара 2016. | Рекорди пре почетка Параолимпијских игара 2016. | Рекорди пре почетка Параолимпијских игара 2016. | Рекорди пре почетка Параолимпијских игара 2016. |
| --------------------------------------------------- | ----------------------------------------------- | ----------------------------------------------- | ----------------------------------------------- | ----------------------------------------------- | ----------------------------------------------- |
| Светски рекорд                                      | 49,87                                           | Дејвид Принц                                    | Сједињене Државе                                | Сан Антонио, САД                                | 28. август 2011.                                |
| Параолимпијски рекорд                               | 50,61                                           | Дејвид Принц                                    | Сједињене Државе                                | Лондон, Уједињено Краљевство                    | 8. септембар 2012.                              |
| Рекорди после завршених Параолимпијских игара 2016. |                                                 |                                                 |                                                 |                                                 |                                                 |
| Светски рекорд                                      | 49,81                                           | Michail Seitis                                  | Грчка                                           | Рио де Жанеиро, Бразил                          | 14. септембар 2016.                             |
| Параолимпијски рекорд                               | 49,81                                           | Michail Seitis                                  | Грчка                                           | Рио де Жанеиро, Бразил                          | 14. септембар 2016.                             |
| Светски рекорд                                      | 49,66                                           | Michail Seitis                                  | Грчка                                           | Рио де Жанеиро, Бразил                          | 15. септембар 2016.                             |
| Параолимпијски рекорд                               | 49,66                                           | Michail Seitis                                  | Грчка                                           | Рио де Жанеиро, Бразил                          | 15. септембар 2016.                             |

## Сатница
| Датум               | Време | Ниво               |
| ------------------- | ----- | ------------------ |
| 14. септембар 2016. | 18:07 | Квалификације (Г1) |
| 14. септембар 2016. | 18:14 | Квалификације (Г2) |
| 15. септембар 2016. | 11:38 | Финале             |

Сва времена су по локалном времену (UTC+3)

## Освајачи медаља
|                            |                       |                     |
| Лијам Малоне · Нови Зеланд | Давид Бехре · Немачка | Хантер Вудхол · САД |

## Резултати

### Квалификације
Квалификације су одржане 14.9.2016. годину у 18:07 и 18:14. Такмичари су биле подељени у две групе. У финале су се пласирали прва 3 такмичара из сваке групе и 2 на основу резултата.,,
| Пласман | Група | Атлетичар                          | Земља       | Класа | ЛР      | ЛРС     | Резултат | Белешка        |
| ------- | ----- | ---------------------------------- | ----------- | ----- | ------- | ------- | -------- | -------------- |
| 1.      | 2     | Давид Бехре                        | Немачка     | Т43   | 48,42   | 48,75   | 47,74    | КВ, РР, ЛР     |
| 2.      | 2     | Лијам Малоне                       | Нови Зеланд | Т43   | 48,28   | 48,28   | 48,34    | КВ             |
| 3.      | 1     | Хантер Вудхол                      | САД         | Т43   | 47,63   | 47,63   | 48,82    | КВ             |
| 4.      | 2     | Aj Digby                           | САД         | Т43   | 47,98   | 47,98   | 48,90    | КВ             |
| 5.      | 1     | Ник Роџерс                         | САД         | Т43   | 49,57   | 49,57   | 49,45    | КВ, ЛР         |
| 6.      | 2     | Michail Seitis                     | Грчка       | Т44   | 50,14   | 50,14   | 49,81    | кв, СР, ПР, ЛР |
| 7.      | 1     | Ajith Prasanna Kumar Hettiarachchi | Шри Ланка   | Т44   | 56,46   | 56,46   | 55,89    | КВ, ЛР         |
| 8.      | 1     | Kyaw Kyaw Win                      | Мјанмар     | Т44   | 55,38   |         | 55,90    | кв, ЛРС        |
| 9.      | 2     | Хосе Луис Касас                    | Перу        | Т44   | 1:05,60 | 1:05,60 | Диск.    | чл. 18.5       |
|         | 1     | Емануел ди Марино                  | Италија     | Т44   | 55,70   | 55,83   | Диск.    | чл. 18.5       |
|         | 1     | Јоханес Флорс                      | Немачка     | Т43   | 48,67   | 48,67   | НС       |                |
|         | 2     | Алан Фонтелес Кардосо Оливеира     | Бразил      | Т43   | 48,58   | 1:00,02 | НС       |                |

### Финале
Такмичење је одржано 15.9.2016. годину у 11:38,,
| Пласман | Атлетичар                          | Земља       | Класа | Резултат | Белешка    |
| ------- | ---------------------------------- | ----------- | ----- | -------- | ---------- |
|         | Лијам Малоне                       | Нови Зеланд | Т43   | 46,20    | ПР, ЛР     |
|         | Давид Бехре                        | Немачка     | Т43   | 46,23    | РР, ЛР     |
|         | Хантер Вудхол                      | САД         | Т43   | 46,70    | РР, ЛР     |
| 4.      | Aj Digby                           | САД         | Т43   | 47,34    | ЛР         |
| 5.      | Ник Роџерс                         | САД         | Т43   | 48,90    | ЛР         |
| 6.      | Michail Seitis                     | Грчка       | Т44   | 49,66    | СР, ПР, ЛР |
| 7.      | Ajith Prasanna Kumar Hettiarachchi | Шри Ланка   | Т44   | 56,50    |            |
| 8.      | Kyaw Kyaw Win                      | Мјанмар     | Т44   | 56,74    |            |